# St. Andreas (Schillingstedt)

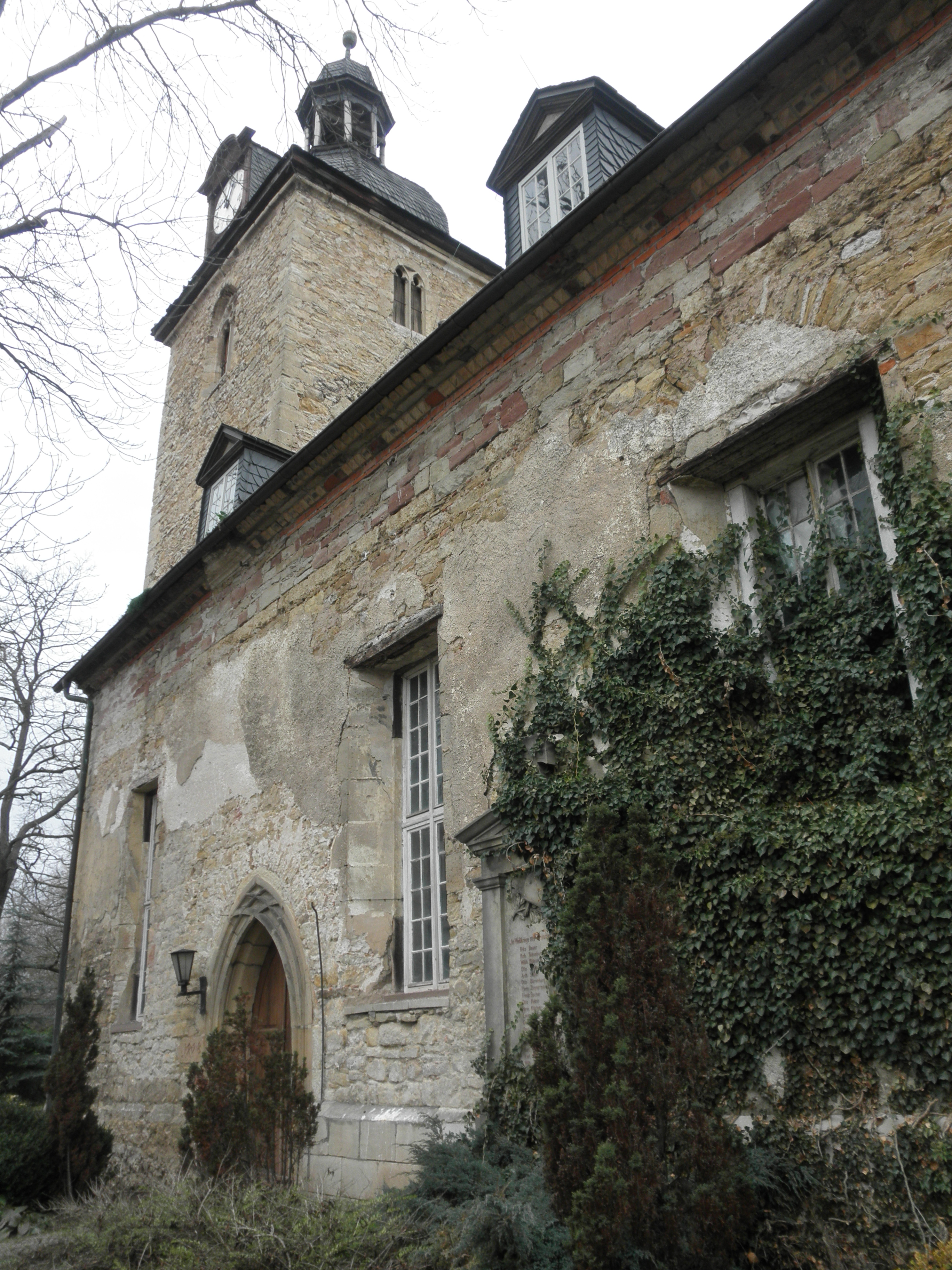
St. Andreas

Die evangelische Dorfkirche St. Andreas steht im Ortsteil Schillingstedt der Stadt Sömmerda im Landkreis Sömmerda in Thüringen.

## Geschichte
In den Jahren von 1498 bis 1554 wurde die auf den Namen St. Andreas geweihte Dorfkirche errichtet. Lange Zeit war es still um diesen Ort. Im Jahre 2004 war das Dorf 777 Jahre alt, und man hörte wieder etwas in der Presse zur Kirche.
Am 18. September überreichte man der Kirchgemeinde für die Sanierung ihres Gotteshauses einen Beitrag von 45.000 Euro mit einem Fördermittelbescheid. Hinzu kamen noch 5.000 Euro von Lottomitteln des Bauministeriums. Damit soll das Kirchendach, die Turmbekrönung und andere Arbeiten mit finanziert werden. Diese und weitere Arbeiten sind nötig, um innen im Haus wirksam werden zu können.